# Erdősi Imre
Erdősi Imre (eredeti nevén Poleszni Imre, szerzetesi neve Emericus a S. Stephano Rege) (Nyitra, 1814. november 4. – Nyitra, 1890. február 9.) piarista szerzetes, tanár, honvéd tábori lelkész az 1848–49-es szabadságharcban, a „branyiszkói hős”

## Fiatalsága
Apja Poleszni Ambrus nyitrai csizmadia volt, és testvére, István is folytatta ezt a mesterséget. A családot a városban „Österreicher” néven ismerték, mert ősük Ausztriából költözött a városba. Az elemi iskolát és a gimnázium első öt osztályát szülővárosában végezte, majd szülei a magyar nyelv elsajátítására a hatodik osztályba Lévára küldték. Mindkét helyen piaristák tanították. 1832. szeptember 25-én belépett a piarista rendbe, és annak privigyei noviciátusába került. A két noviciátusi próbaév után az 1834/1835. tanévben Privigyén tanított a 2. grammatikai osztályban. A következő két évben Vácott filozófiai, majd két évig Nyitrán és egy évig Szentgyörgyön teológiai tanulmányokat folytatott. 1840. július 26-án pappá szentelték, és a selmecbányai piarista iskolában kezdett tanítani. A gimnáziumi oktatás nyelve ezekben az években, hivatalosan 1844-től vált magyarrá, és Poleszni is lelkesedett a hazafias eszmékért. Még a számtanórákon is talált alkalmat arra, hogy tanítványainak a hazaszeretetről beszéljen.

## A szabadságharcban

### Tábori lelkészi szolgálatának kezdete
Amikor 1849 januárjában Görgei Artúr felsődunai hadteste a bányavárosok felé vonult vissza, a Selmecbányára bevonuló nyolcadik dandár parancsnoka, Guyon Richárd ezredes, a piaristáktól kért papot vegyesajkú hadosztálya lelki gondozására. Poleszni önként jelentkezett a feladatra. Tóth Lajos házfőnök január 15-én elbocsátotta, így Guyon seregével elhagyta Selmecbányát. Görgei Artúr tábornok 1849. január 16-án nevezte ki tábori lelkésznek 60 pengőforint havi illetménnyel. A szabadságharc hadseregében a tábori lelkészek nem kaptak katonai rangot, de az ütközetekben részt kellett venniük. Feladatuk a harcolók buzdítása, a sebesültek vigasztalása és ápolása volt. Poleszni a tűzkeresztségen hamar átesett, amikor január 18–20. között részt vett a szélaknai csatákban. Ezután Guyon dandárja Besztercebányán és Breznóbányán át Iglóra vonult, ahol február 2-án éjszaka megütköztek az osztrákokkal, akik Szepesváralja felé vonultak vissza.

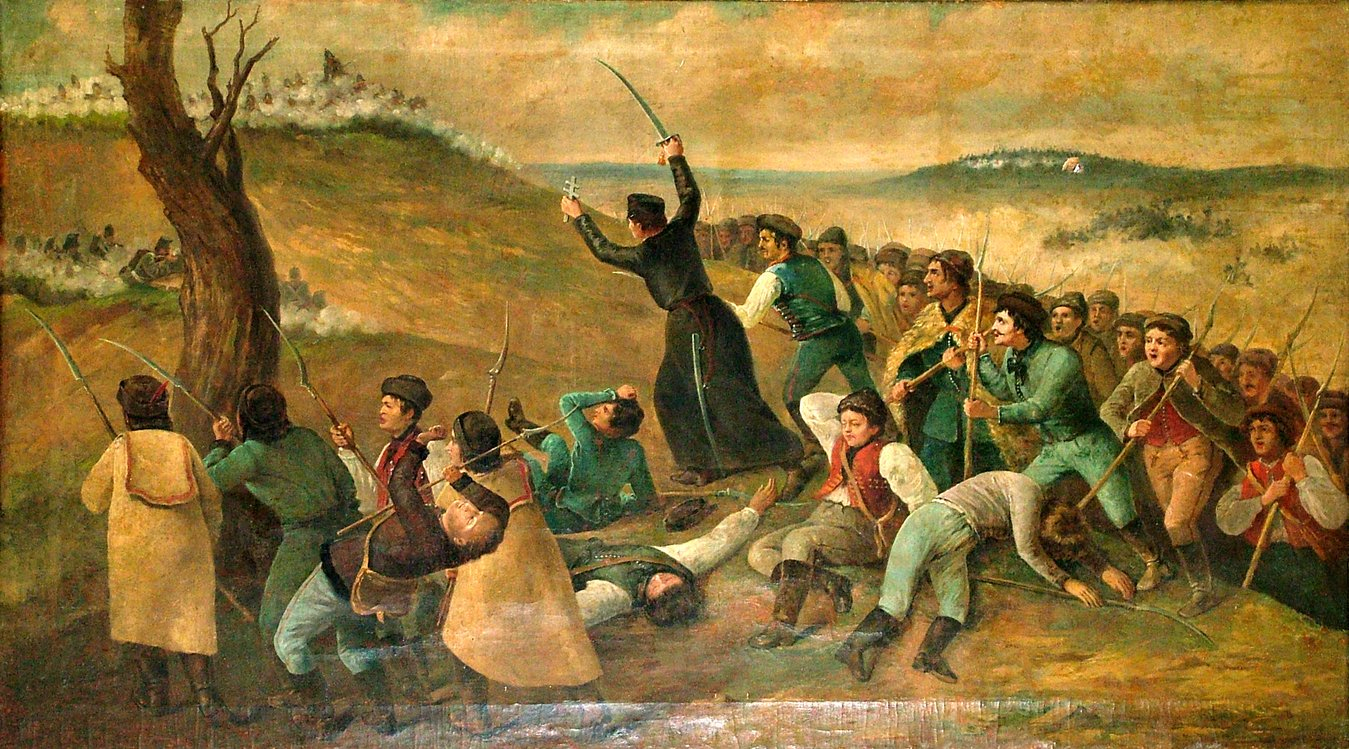
Erdősi Imre a branyiszkói ütközetben (Stech Alajos festménye, 1880 körül). A képen a 2. besztercebányai zászlóalj szlovák honvédei láthatók. A valóságban Erdősi nem hordott kardot, tábori lelkészi keresztje pedig jóval nagyobb volt.

### A branyiszkói ütközetben
A magyar csapatok további előnyomulását a branyiszkói szoros tette lehetetlenné, amelyet Franz Deym tábornok csapatai tartottak megszállva. 1849. február 5-én a branyiszkói ütközetben Guyon három oldalról támadta meg az osztrákokat. A középről támadó 33. csongrádi honvédzászlóalj és a frissen toborzott 2. besztercebányai (főként szlovák újoncokból álló) honvédzászlóalj rohama az ellenfél magaslati pergőtüzében többször megakadt. Ekkor Poleszni maga állt a honvédek élére, és magasra emelt kereszttel, a csatárlánc előtt rohant a meredek hegynek. „Na predek, za mni, tu je Pan Boch!" („Előre, utánam, velünk az Úristen”) – kiáltotta. A honvédek minden erejüket megfeszítve követték papjukat, és az állandó ellenséges tűz ellenére lépésről-lépésre bevették a hegytetőig vezető kanyargós úton kiépített osztrák állásokat. Eközben Poleszni végig a katonák előtt járt, többször elesett, de sebesülés nem érte. Az egyik osztrák sánc előtt megcsóválta feje fölött keresztjét, a sánc mögötti ellenség közé dobta, és azt kiáltotta: „Hagynátok az ellenség kezébe jutni Isteneteket, és tűrnétek a mocskot zászlótokon?" A katonák nem hagyták, hanem tovább rohamoztak, és elfoglalták a sáncot. Végül Deym serege, hogy a bekerítést elkerülje, Eperjes felé menekült. Guyon dandárja Sirokáig üldözte őket, majd Poleszni a sirokai templomban hálaadó Te Deumot tartott. Bátor tette országosan ismertté tette a nevét. Kortársai az ütközet után a „branyiszkói hős pap”, vagy a „magyar Kapisztrán” néven is emlegették. Guyon is tudta, hogy Poleszninek köszönheti a győzelmet, amely neki magának is hírnevet és elismerést hozott. Innentől kezdve a szabadságharc végéig maga mellett tartotta.

### További szolgálata
Guyon dandárja Polesznivel együtt 1849 februárjában Eperjesen és Kassán át Mezőkövesdre vonult, és kivették részüket a vesztes kápolnai csatában. A csata után Poleszni Szemere Bertalan buzdítására fölvette az Erdősi nevet. Névmagyarosítása a Közlöny március 22-i számában jelent meg. A tavaszi hadjárat során részt vett a nagysallói (ápr. 19.), majd az első komáromi csatában (ápr. 26). Eközben április 21-én Guyonnak, majd pár nappal később tábori lelkészének is sikerült az ellenség gyűrűjén áttörve bejutni a komáromi várba. Miután Guyont május 28-án fölmentették a komáromi vár parancsnoksága alól, Erdősi is vele együtt távozott a déli hadszíntérre. Július 11-én jelen volt a Jellasics ellen vívott győztes kishegyesi ütközetben. 1849. július 23-tól Erdősi a IV. magyar hadtest kinevezett felügyelő lelkésze volt, 120 pengőforintos fizetéssel. Részt vett a mosorini (júl. 23.), szőregi (aug. 5.), temesvári (aug. 9.) és a világosi fegyverletétel (aug. 13.) után vívott lugosi (aug. 15.) csatákban.

## A szabadságharc után
Erdősi 1849. augusztus 16-án Facseten (Krassó megye) búcsúzott el a Törökországba távozó Guyontól, és Debrecenen keresztül visszatért Selmecbányára. A tanítást azonban nem folytathatta, mert rendfőnöke, hogy a várható zaklatásoktól megkímélje, a szepesbélai plébániára küldte. Mielőtt azonban új helyét elfoglalhatta volna, november elején Pestre kellett mennie, hogy hadbíróság előtt feleljen a szabadságharcban való részvételéért. A börtönt elkerülte, csupán néhány hétig volt internálva a pesti piarista rendházban. 1850. június 15-én a hadbíróság minden vád alól fölmentette, csupán az Erdősi név használatától tiltották el, mert a régebbi névmagyarosításokat semmissé nyilvánították.
1849 decemberében Nagykárolyba ment tanári működése folytatására. Az 1850/1851. tanévben a temesvári, a következő két évben a kolozsvári, majd 1853-tól a nyitrai piarista gimnáziumban tanított. Iskolai munkáját épp olyan odaadással látta el, mint tábori lelkészi teendőit. Mivel Magyarországon ezekben az években vezették be a szaktanári rendszert, sokféle tárgyat tanított, leginkább a magyar és német nyelvet és irodalmat, valamint görög nyelvet, az első egy-két év kivételével mindig a felső osztályokban.
1857-ben a váci noviciátusba helyezték promagiszternek (a novíciusmester helyettesének), 1861-től pedig Kecskeméten lett házfőnök, ahol a rend gimnazista korú növendékei (a studensek) tanultak, általában egyszerre 30-40-en. Az ő feladata volt nevelésük irányítása, valamint a rendház anyagi ügyeinek és külső gazdaságának a vezetése. Gyakorlatias és temperamentumos ember volt, aki kora hajnaltól késő estig a rendház ügyeiben szorgoskodott. Barátságos, nyílt föllépése és szerénysége miatt a város egyik ismert és népszerű alakja lett. A kiegyezéskor, 1867. március 23-án ismét kérte a belügyminisztériumtól a névváltoztatási engedélyt. „Tartózkodás nélkül bevallhatom, hogy mint »Erdősi« élveztem hivatásom legmagasztosabb feladatának hívséges teljesítéséből, a hadfiak sikeres gyámolításából származott jutalmat: a közelismerést” – írta kérvényében, amelyre az engedélyt 1867. október 13-án kapta meg.
Tizenhét évig vezette a kecskeméti rendházat, majd 1878-ban a rendtartomány egyik kormánytanácsosává (consultor) választották, és Budapestre költözött. Kormánytanácsossága mellett 1883-ig a rendtartomány levéltárosa és könyvtárosa is volt, majd a rendi fiatalok katonai ügyeit intézte, és a rend Gyár utcai (később Liszt Ferenc tér) bérházának gondnoka volt. 1880/1881-ben ideiglenesen vezette a budapesti rendházat is. 1888-ban betegségére tekintettel lemondott hivataláról, és szülővárosába, Nyitrára kérte áthelyezését. Az ottani piarista rendházban élt haláláig, amely 76 éves korában érte. A nyitrai régi városi temetőbe, a piaristák közös sírboltjába, rendtársai közé temették.
Emléktárgyaiból még halála előtt a piarista gimnázium gyűjteményébe került néhány.

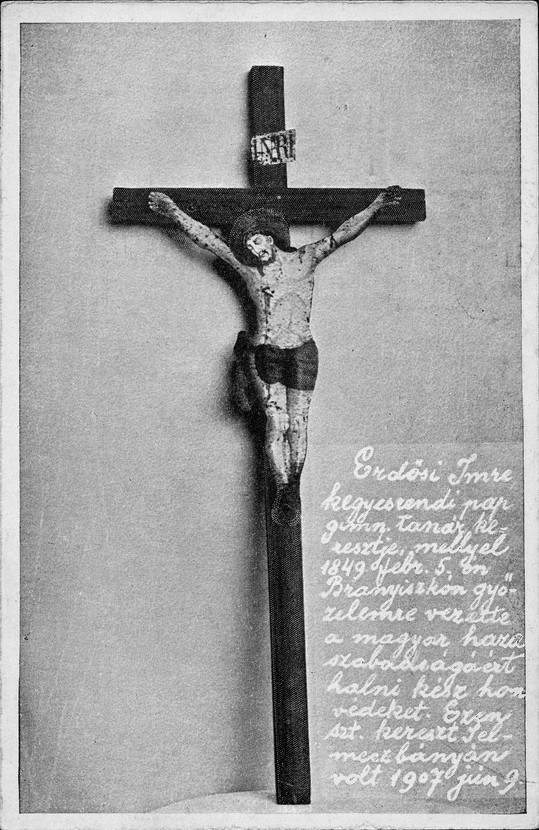
Erdősi Imre keresztje, amellyel 1849. febr. 5-én Branyiszkónál győzelemre vezette a honvédeket (Levelezőlap, 1907).

## A branyiszkói fakereszt
Erdősi Imre tábori lelkészi keresztje, amellyel 1849. február 5-én Branyiszkónál győzelemre vezette a honvédeket, 120 cm magas, vörösbarnára festett fenyőfából készült, rajta vaslemezből készült, 52 cm magas, festett korpusz. Súlya 1,3 kg. Valószínűleg a Selmecbánya melletti Hodrusról származik, ahol öreg bányászok készítettek ilyeneket.
A győzelem után Erdősi a hálaadó szentmise helyszínén, a sirokai templomban hagyta. Később az ottani plébános az iskolában helyezte el, hogy történetéből a gyerekek hazafiságot tanuljanak. 1898-ban Bubics Zsigmond kassai püspök rendeletére Hedry Bódog (1838–1899) sirokai plébános az akkoriban létrehozott, és 1903-ban megnyitott Kassai Múzeumnak (később Kelet-Szlovákiai Múzeum) ajándékozta, ahol más 1848/1849-es ereklyék között kapott helyet.
A selmecbányai Erdősi-emléktábla leleplezése alkalmával, 1907-ben Guba Pál piaristának sikerült kikölcsönöznie Selmecbányára. Amikor az ünnepségen tartott szónoklata közben fölmutatta, a lelkes közönség áhítattal vette le a kalapját. Az ünnepség után a selmecbányai plébániatemplomban állították ki közszemlére, és az emberek – mint a nagypénteki kereszthódolatkor szokás – „vetélkedve siettek a nemzeti ereklye megcsókolására.” Ekkor Guba Pál képeslapot és négy másolatot is készíttetett róla Krause József selmeci asztalosmesterrel:
1. A selmecbányai piarista rendház ebédlője számára. – A rendház 1922. évi fölszámolása után a nyitrai piarista rendházba került.
2. Guba Pál számára. – 1920-tól gyöngyösi lakásában volt, majd élete végén (†1952. nov. 22.) a budapesti Piarista Múzeumba került. Onnét az 1980-as években a kecskeméti piarista rendházba vitték.
3. Krause József asztalos számára.
4. Verzényi Róza selmeci tanítónő számára.

## Emléktáblái

### Nyitrán

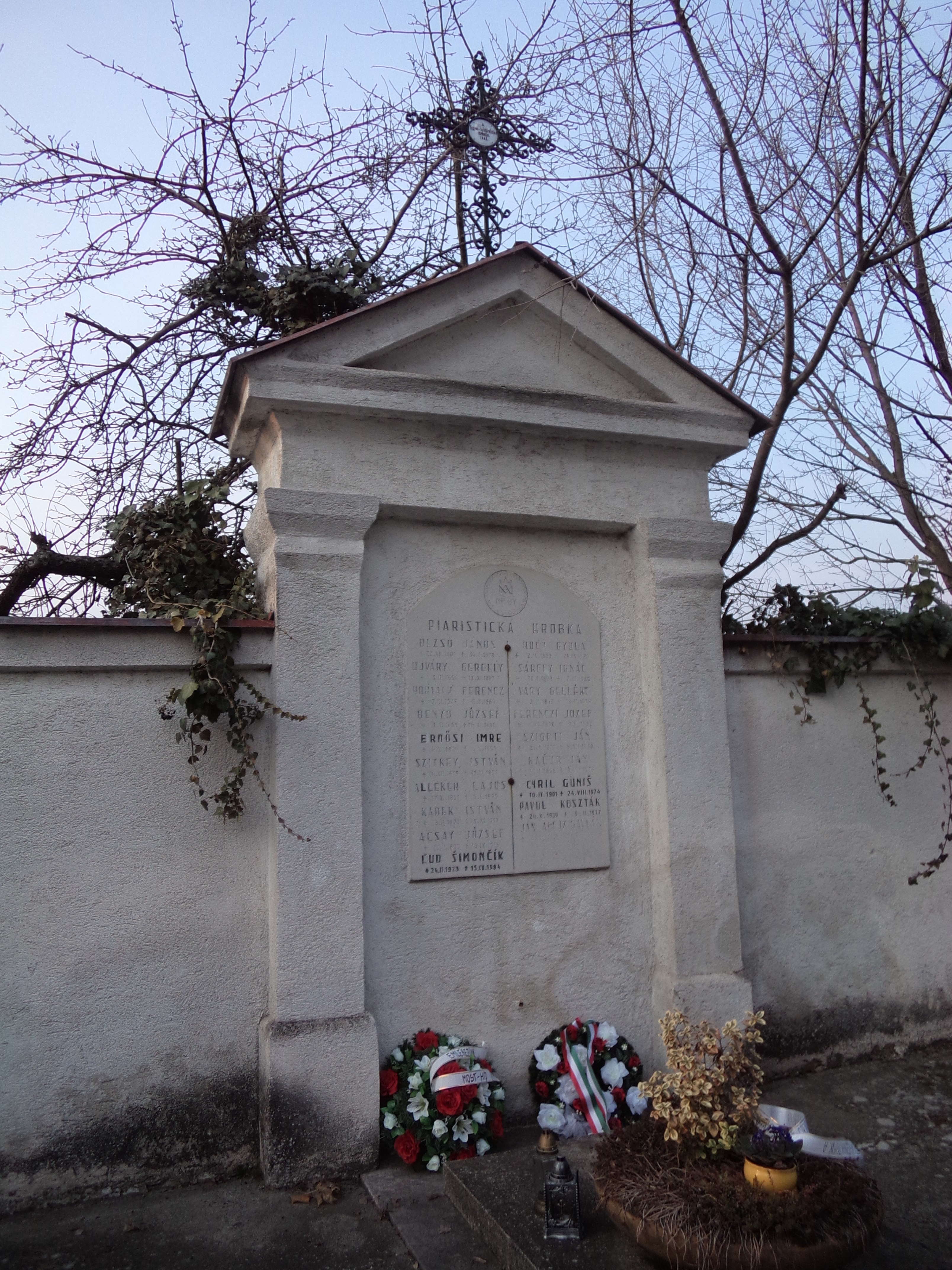
Sírja a nyitrai városi temetőben

Nyitra város polgárai 1894. március 15-én közadakozásból emléktáblával jelölték meg nyitrai szülőházát. A svéd fekete gránitból készült, méretes (150 cm magas, 80 cm széles) táblát Fellner Jakab nyitrai kőfaragó készítette, a rajta olvasható distichont Kenézy Csatár pénzügyi titkár fogalmazta. Felirata:
Itt született 1814. nov. 4. / Erdősi Imre / a branyiszkói hős pap. / Harczriadalma között legelől / járt ő a kereszttel, / hősi nevénél, ó honfi! / emelj kalapot. / Szolgált Istennek, s csatasíkon / küzdve honának; / megkoszorúzta nevét hála / s igaz kegyelet. / 1894. márczius 15.
A csehszlovák időkben ez a tábla elveszett.

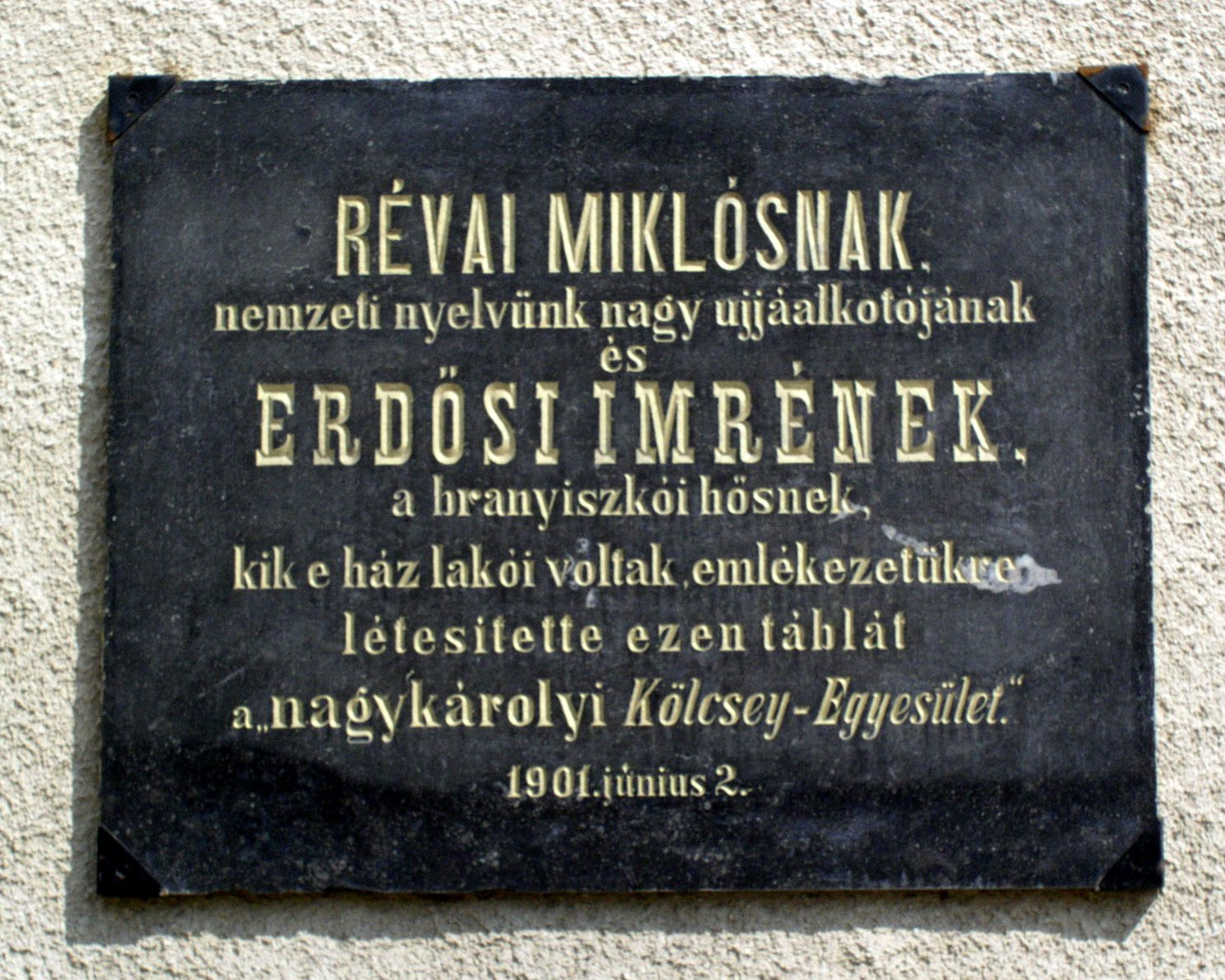
Révai Miklós és Erdősi Imre emléktáblája a nagykárolyi piarista rendház homlokzatán (2005)

### Nagykárolyban
Nagykárolyban, a piarista rendház (Erdősi lakóhelye 1849/1850-ben) homlokzatán a Révai Miklóssal közös emléktáblát a Kölcsey-egyesület állította 1901. jún. 2-án. E napon az ünnepség a plébániatemplomban, szentmisével kezdődött, majd a gimnázium ifjúsága zászló alatt Kölcsey szobrához vonult, amelyet Suták István VIII. osztályos diák beszéde után megkoszorúztak. Ezután következett a Kölcsey-egyesület ünnepi közgyűlése, majd az ünnepi program újabb zászló alatti vonulás után az emléktábla leleplezésével ért véget. Felirata:
Révai Miklósnak, / nemzeti nyelvünk nagy újjáalkotójának / és / Erdősi Imrének, / a branyiszkói hősnek, / kik e ház lakói voltak, emlékezetükre / létesítette ezen táblát / a nagykárolyi Kölcsey-Egyesület. / 1901. június 2.
A romániai kommunista diktatúra éveiben a táblát az épületben működő plébánián őrizték, majd 2004-ben helyezték el ismét a homlokzaton.

### Selmecbányán

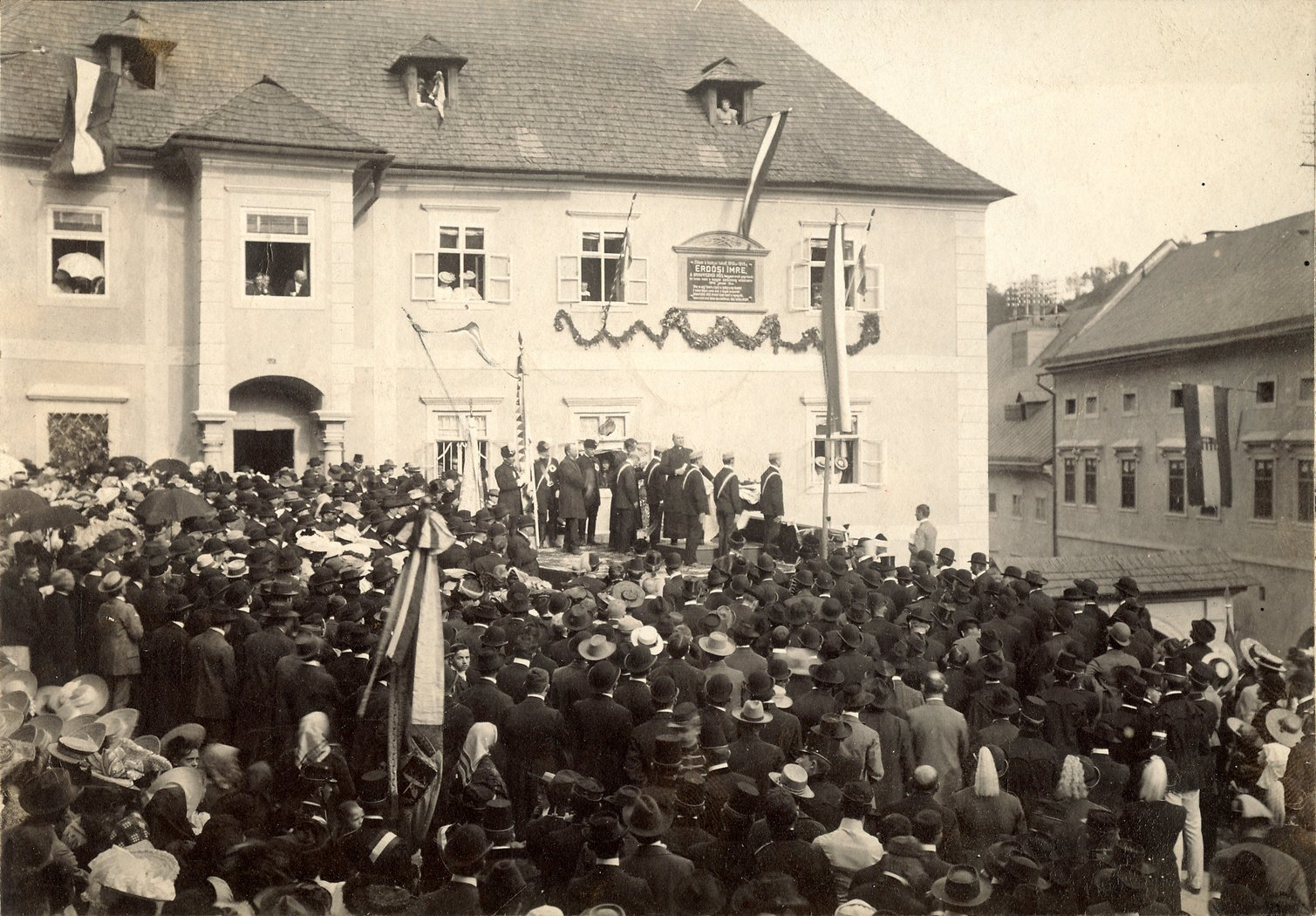
Rauchbauer József piarista házfőnök beszédet mond Erdősi Imre honvéd tábori lelkész emléktáblájának leleplezési ünnepségén, Selmecbányán, a piarista rendház előtt, 1907. jún. 9-én

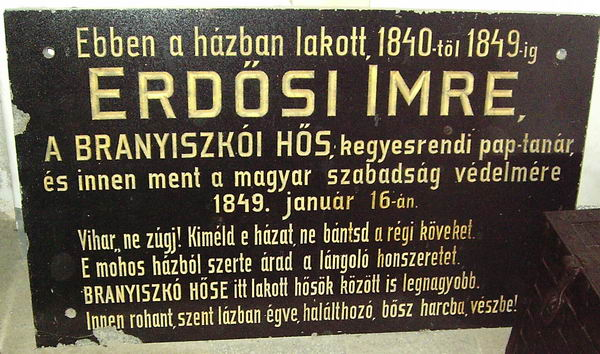
Erdősi Imre emléktáblája a selmecbányai városi múzeumban a sarokba támasztva (2007)

Selmecbányán 1907. június 9-én avatták föl a piarista rendház (ahonnét 1849 januárjában Erdősi tábori lelkésznek indult) homlokzatán elhelyezett emléktáblát, amely elsősorban Guba Pál piarista és a selmecbányai 48-as kör (a függetlenségi és 48-as párt helyi szervezete) szorgalmazására készült. A táblát Nagy József kőfaragó készítette, a verses feliratot szintén Kenézy Csatár győri pénzügyi főigazgató-helyettes írta. Felirata:
Ebben a házban lakott, 1840-től 1849-ig / Erdősi Imre, / a branyiszkói hős, kegyesrendi pap-tanár / és innen ment a magyar szabadság védelmére / 1849. január 16-án. / Vihar, ne zúgj! Kíméld e házat, ne bántsd a régi köveket. / E mohos házból szerte árad a lángoló honszeretet. / Branyiszkó hőse itt lakott hősök között is legnagyobb. / Innen rohant, szent lázban égve, halálthozó, bősz harcba, vészbe!
Miután a piarista rendház a csehszlovák uralom alatt 1922-ben megszűnt, és helyén katolikus kultúrház lett, az emléktáblát 1938 januárjában a járási hivatal utasítására eltávolították az épületről, és a városi múzeumba helyezték.
1907. június 9-én a selmecbányai piarista gimnázium diáksága is állított egy kisebb fémtáblát annak a szobának a bejárata fölött, amelyben Erdősi a selmeci piarista rendházban lakott. Ennek felirata:

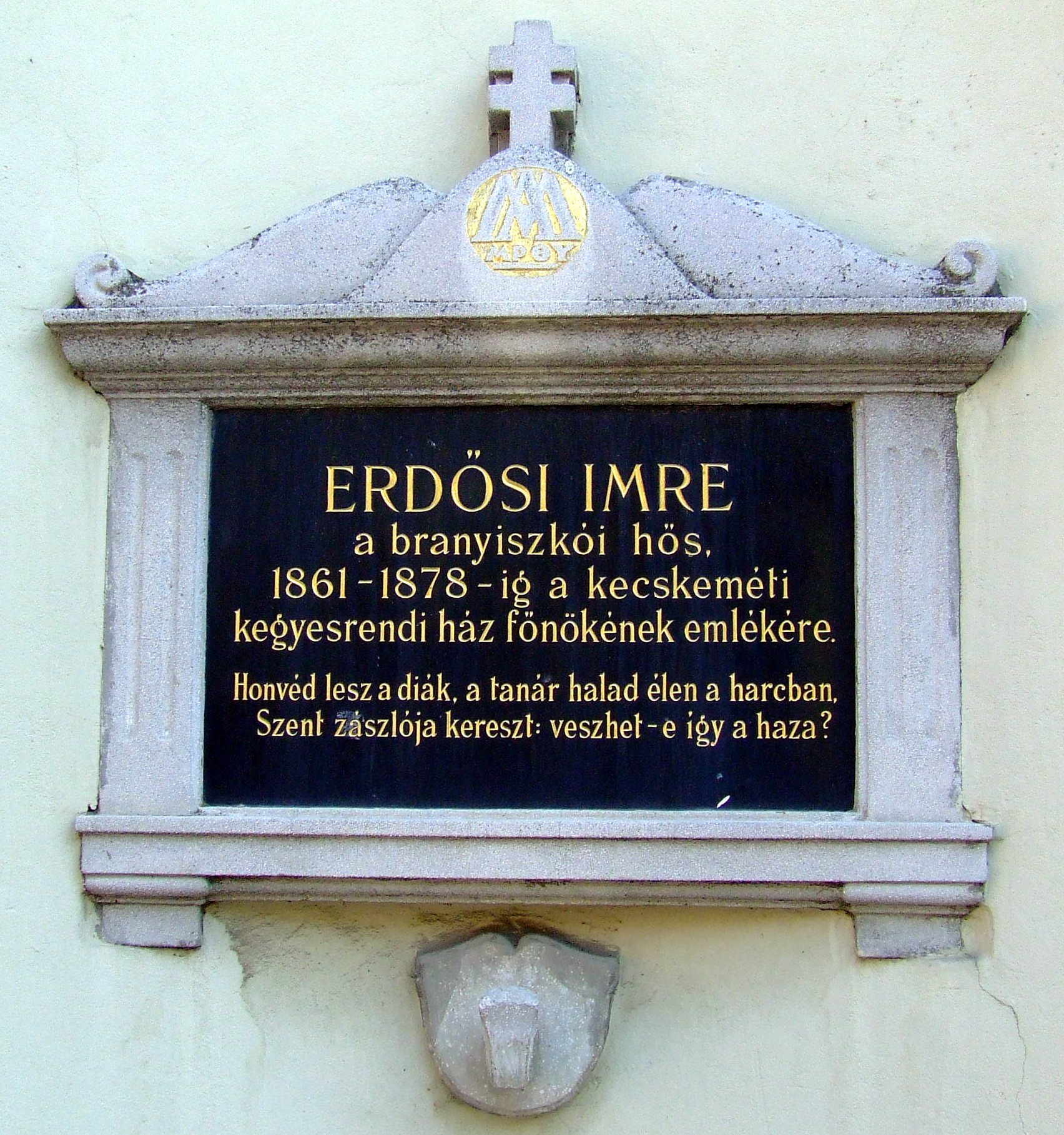
Erdősi Imre emléktáblája a kecskeméti piarista rendház kertjének külső falán

Erdősi Imre branyiszkói hős, kegyesrendi áldozó-pap, gimnáziumi tanár emlékének. 1907. márczius 15. / 1840–1849. / Branyiszkó hőse volt lakója e régi háznak honfiak! / Talán mesét is mondjak róla? – Elmondom én az igazat. / Szerelme volt: hon, szabadság. Eszménye: Isten és igazság. / Bősz harcba is szállt mindezért! Áldott legyen neved, Vezér! / 1849. febr. 5.

### Kecskeméten
Kecskeméten 1938. június 5-én a Kecskeméti Piarista Diákegyesület állított emléktáblát, amely a Jókai és Erdősi Imre utcák sarkára, a piarista rendház kertjének akkor elkészült kőkerítésére került. Keretét Rusz Ervin építészmérnök, Szabó István gimnáziumi rajztanár és Imre Gábor iparművész-tanár tervezte. A táblán Meskó Lajos piarista verse olvasható. Felirata:
Erdősi Imre / a branyiszkói hős, / 1861–1878-ig a kecskeméti / kegyesrendi ház főnökének emlékére. / Honvéd lesz a diák, tanár halad élen a harcban, / Szent zászlója kereszt: veszhet-e így a haza?